# Světový pohár v cyklokrosu 2009/2010
Světový pohár v cyklokrosu 2009/2010 začal závodem v italském Trevisu 4. října 2009 a skončil 24. ledna 2010 v nizozemském Hoogerheide, druhé kolo se jelo v Plzni. Historicky prvním českým závodníkem, který v této soutěži dosáhl celkového vítězství, se v mužské elitní kategorii stal Zdeněk Štybar.

## Výsledky

### Muži
| Datum        | Místo          | Vítěz         | 2.               | 3.               |
| ------------ | -------------- | ------------- | ---------------- | ---------------- |
| 4. říjen     | Treviso        | Niels Albert  | Zdeněk Štybar    | Klaas Vantornout |
| 18. říjen    | Plzeň          | Niels Albert  | Sven Nys         | Zdeněk Štybar    |
| 8. listopad  | Nommay         | Niels Albert  | Zdeněk Štybar    | Sven Nys         |
| 28. listopad | Koksijde       | Zdeněk Štybar | Sven Nys         | Klaas Vantornout |
| 6. prosinec  | Igorre         | Zdeněk Štybar | Niels Albert     | Sven Nys         |
| 20. prosinec | Kalmthout      | Sven Nys      | Zdeněk Štybar    | Niels Albert     |
| 26. prosinec | Heusden-Zolder | Kevin Pauwels | Niels Albert     | Sven Nys         |
| 17. leden    | Roubaix        | Zdeněk Štybar | Klaas Vantornout | Sven Nys         |
| 24. leden    | Hoogerheide    | Niels Albert  | Zdeněk Štybar    | Kevin Pauwels    |

### Ženy

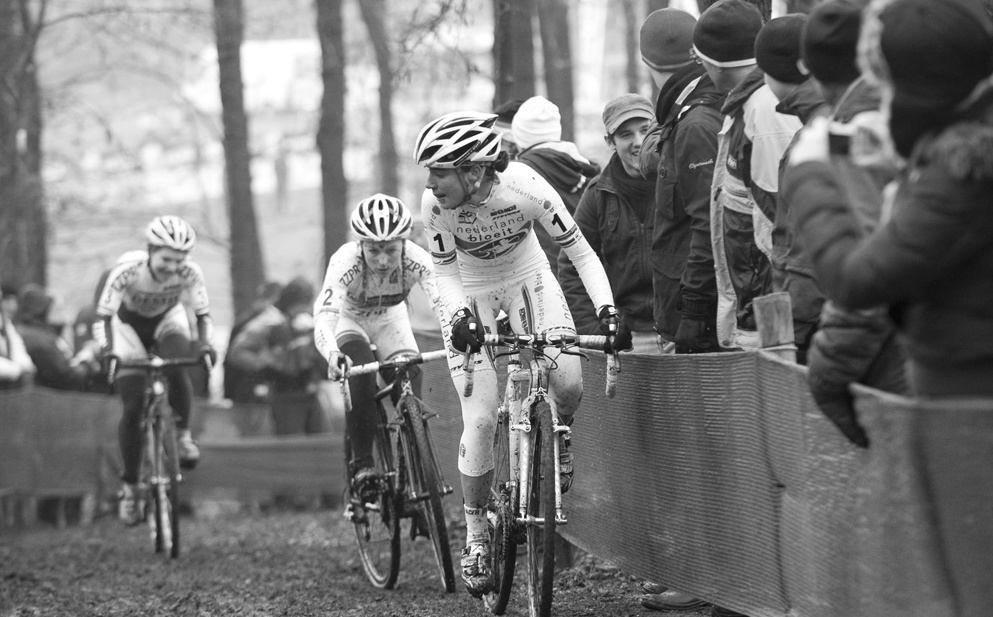
Nizozemské cyklistky Marianne Vosová (1), Daphny van den Brand (2) a Sanne van Paassen (3) svádějí boj o prvenství v závěrečném závodě v nizozemském Hoogerheide dne 24. ledna 2010

| Datum        | Místo          | Vítězka              | 2.                   | 3.                       |
| ------------ | -------------- | -------------------- | -------------------- | ------------------------ |
| 4. říjen     | Treviso        | Katherine Compton    | Daphny van den Brand | Christel Ferrier-Bruneau |
| 8. listopad  | Nommay         | Katherine Compton    | Marianne Vosová      | Sanne van Passen         |
| 28. listopad | Koksijde       | Marianne Vosová      | Daphny van den Brand | Katherine Compton        |
| 20. prosinec | Kalmthout      | Daphny van den Brand | Marianne Vosová      | Katherine Compton        |
| 26. prosinec | Heusden-Zolder | Marianne Vosová      | Katherine Compton    | Daphny van den Brand     |
| 17. leden    | Roubaix        | Kateřina Nash        | Hanka Kupfernagel    | Marianne Vosová          |
| 24. leden    | Hoogerheide    | Marianne Vosová      | Sanne van Passen     | Daphny van den Brand     |